# 연인들 (2008년 영화)
《연인들》은 2008년 12월 4일에 개봉된 대한민국의 영화다.
독립 영화계의 독보적인 감성지기 김종관 감독의 단편 영화 11편을 묶은 옴니버스 멜로영화.

## 구성
- 폴라로이드 작동법
- 누구나 외로운 계절
- 낙원 Slowly
- 영재를 기다리며
- 메모리즈
- 드라이버
- 모놀로그#1
- 헤이 톰
- 올가을의 트렌드

## 캐스팅

### 폴라로이드 작동법
- 정유미 : 선아 역
- 이정민 : 선배 역

### 누구나 외로운 계절
- 정보훈 : 여자 역
- 정대훈 : 소년 역

### 낙원
- 양익준 : 남자 역
- 이승연 : 여자 역

### 영재를 기다리며
- 하라다 카나 : 카나 역
- 김영재 : 영재 역

### 운디드
- 홍윤정 : 소녀 역
- 신경진 : 소년 역

### 메모리지
- 이석호 : 남자 역
- 김아림 : 여자 역

### 드라이버
- 양익준 : 남자 역

### 모놀로그#1
- 정보훈 : 여자 역

### 헤이 톰
- 김가은 : 가은 역
- 권다현 : 다현 역
- 홍종현 : 톰 역

### 올가을의 트렌드
- 이소윤 : 지혜 역
- 설창희 : 성오 역